# 리얼리티 : 꿈의 미로
리얼리티 : 꿈의 미로(Reality)는 프랑스에서 제작된 마테오 가로네 감독의 2012년 코미디, 드라마 영화이다. 아니엘로 아레나 등이 주연으로 출연하였다.

## 출연

### 주연
- 아니엘로 아레나
- 로레다나 시미올리
- 난도 파오네

### 조연
- 파올라 미나치오니
- 치로 페트로네
- 넬로 로리오
- 눈지아 쉬아노
- 쥬세피나 세르비치
- 클로디아 게리니
- 살바토레 미스티코네

## 제작진
- 프로듀서: 마테오 가로네
- 프로듀서: 도메니코 프로카치
- 공동프로듀서: 장 라바디
- 공동프로듀서: 버나드 탕기
- 미술: 파올로 본피니
- 특수효과: 레오나르도 크루치아노
- 시각효과: 브루노 알비 마리니
- 의상: 모리지오 밀렌노티
- 섭외: 마리타 델리아
- 프로덕션매니저: 지아루카 치아레티